# (511) Davida
(511) Davida ist ein Asteroid des äußeren Hauptgürtels, der am 30. Mai 1903 vom US-amerikanischen Astronomen Raymond Smith Dugan an der Großherzoglichen Bergsternwarte in Heidelberg bei einer Helligkeit von 10,5 mag entdeckt wurde. (511) Davida ist der siebtgrößte Himmelskörper im Asteroidengürtel.
Der Asteroid wurde vom Entdecker zu Ehren von David Peck Todd benannt, Professor für Astronomie und Direktor des Observatoriums am Amherst College von 1881 bis 1920.

## Wissenschaftliche Auswertung
Mit Daten radiometrischer Beobachtungen im Infraroten am Mauna-Kea-Observatorium auf Hawaiʻi von 1972, September 1973 und November 1974  und am Kitt-Peak-Nationalobservatorium in Arizona vom März 1975 wurden für (511) Davida erstmals Werte für den Durchmesser und die Albedo von 282 bis 349 km bzw. 0,03 bis 0,05 bestimmt. Aus Ergebnissen der IRAS Minor Planet Survey (IMPS) wurden 1992 Angaben zu Durchmesser und Albedo für zahlreiche Asteroiden abgeleitet, darunter auch (511) Davida, für die damals Werte von 326,1 km bzw. 0,05 erhalten wurden. Mit hochaufgelösten Aufnahmen mit dem Adaptive Optics (AO)-System am Teleskop II des Keck-Observatoriums auf Hawaiʻi im Infraroten vom 27. Dezember 2002 konnte ein mittlerer Durchmesser von 316 km abgeleitet werden. Eine Auswertung von Beobachtungen durch das Projekt NEOWISE im nahen Infrarot führte 2011 zu vorläufigen Werten für den Durchmesser und die Albedo im sichtbaren Bereich von 276,2 oder 290,4 km bzw. 0,07 oder 0,08. Nach neuen Messungen mit NEOWISE wurden die Werte 2014 mit 263,3 oder 270,3 km bzw. 0,08 angegeben. Nach der Reaktivierung von NEOWISE im Jahr 2013 und Registrierung neuer Daten wurden die Werte 2016 mit 270,0 km bzw. 0,06 angegeben, diese Werte beinhalten aber hohe Unsicherheiten.
Eine spektroskopische Untersuchung von 820 Asteroiden zwischen November 1996 und September 2001 am La-Silla-Observatorium in Chile ergab für (511) Davida eine taxonomische Klassifizierung als X-Typ. Weitere spektroskopische Beobachtungen des Asteroiden am 23. Februar 1997 mit dem Photopolarimeter ISOPHOT des Weltraumteleskops Infrared Space Observatory (ISO) wurden zu einem Durchmesser von 303 ± 8 km ausgewertet. Das Emissionsspektrum entsprach dem von kohligen Chondriten.
Photometrische Beobachtungen von (511) Davida fanden erstmals statt am 26. Januar 1952 und 8. April 1953 am McDonald-Observatorium in Texas. Die aufgezeichneten Lichtkurven erschienen sehr unterschiedlich, führten aber zur gleichen Rotationsperiode von etwa 5,17 h. Neue Beobachtungen am 26. Januar 1958 am gleichen Ort führten in der Auswertung zum selben Ergebnis. Auch eine Abschätzung für die Position der Rotationsachse wurde durchgeführt, ebenso wie nach Messungen am 5. Dezember 1962 in China.
Unter Verwendung der archivierten Daten der früheren Beobachtungen konnte dann in Verbindung mit weiteren Lichtkurven, die am 29. und 30. Dezember 1968 am Kitt-Peak-Nationalobservatorium, am 21. März 1970 am Steward Observatory in Arizona und am 7. August 1972 am Mauna-Kea-Observatorium aufgezeichnet wurden, nur eine Bestimmung für die Position der Rotationsachse durchgeführt werden, die als unsicher eingestuft wurde. Dagegen konnte mit den archivierten Daten von 1952 bis 1968 in Verbindung mit neuen Beobachtungen vom 31. Oktober 1979 bis 3. Januar 1980 am Osservatorio Astronomico di Torino in Italien neben zwei alternativen Positionen für die Rotationsachse mit prograder Rotation auch eine signifikant kürzere Rotationsperiode bestimmt werden als zuvor vermutet, nämlich 5,1297 h.
Eine Forschergruppe an der University of Arizona und am Planetary Science Institute in Tucson führte in den 1980er Jahren ein Programm zur „Photometrischen Geodäsie“ einer Anzahl von schnell rotierenden Asteroiden des Hauptgürtels durch, darunter auch (511) Davida. Bei Beobachtungen am Kitt-Peak-Nationalobservatorium bei mehreren Gelegenheiten zwischen April 1981 und Januar 1986 konnten zahlreiche Lichtkurven erfasst werden. Die Auswertung in einer Untersuchung von 1988 errechnete daraus eine eindeutige Position für die Rotationsachse mit prograder Rotation und einer Periode von 5,1294 h sowie die Achsenverhältnisse eines dreiachsig-ellipsoidischen Gestaltmodells. In einer finalen Auswertung von 1991 konnte die zuvor bestimmte Lage der Rotationsachse, die Werte für die Achsenverhältnisse und die Rotationsperiode bestätigt werden.
In den 1980er und 1990er Jahren gab es darüber hinaus weitere Untersuchungen, die aus den archivierten Lichtkurven ab 1952 Berechnungen mit unterschiedlichen Methoden zur Bestimmung meist von zwei alternativen Lösungen für die Position der Rotationsachse, des Drehsinns (immer prograd), der Rotationsperiode und der Achsenverhältnisse von dreiachsig-ellipsoidischen Gestaltmodellen durchführten. Dabei gab es immer wieder auch neue photometrische Beobachtungen, die weitere Lichtkurven lieferten, wie am 3. Mai 1982 mit Speckle-Interferometrie am Steward Observatory oder vom 23. bis 27. September 1984 am La-Silla-Observatorium.
Mit den von 1952 bis 1986 archivierten Daten aus dem Uppsala Asteroid Photometric Catalogue (UAPC) wurde in einer Untersuchung von 2003 erstmals ein dreidimensionales Gestaltmodell des Asteroiden für eine Position der Rotationsachse mit prograder Rotation und eine Periode von 5,12937 h bestimmt. Das Modell erschien eher regelmäßig ohne scharfkantige Merkmale. Eine neue Auswertung der Adaptive-Optik-Aufnahmen des Keck-II-Teleskops vom 27. Dezember 2002 (siehe oben) ergab in einer Untersuchung von 2007 eine Position für die Rotationsachse und den Dimensionen eines dreiachsig-ellipsoidischen Gestaltmodells des Asteroiden von (357 × 294 × 231) km, entsprechend einem mittleren Wert von 289 ± 21 km (die Ungenauigkeit resultiert i. W. aus einem noch sehr unsicheren Wert für die Größe der Polachse). Dabei wurden mindestens drei signifikante topografische Merkmale identifiziert, zwei herausstehende Reliefmerkmale und eine flache Facette. Neue photometrische Beobachtungen gab es dann noch einmal vom 21. bis 25. März 2009 am UnderOak Observatory in New Jersey, wo eine Rotationsperiode von 5,1297 h bestimmt wurde.

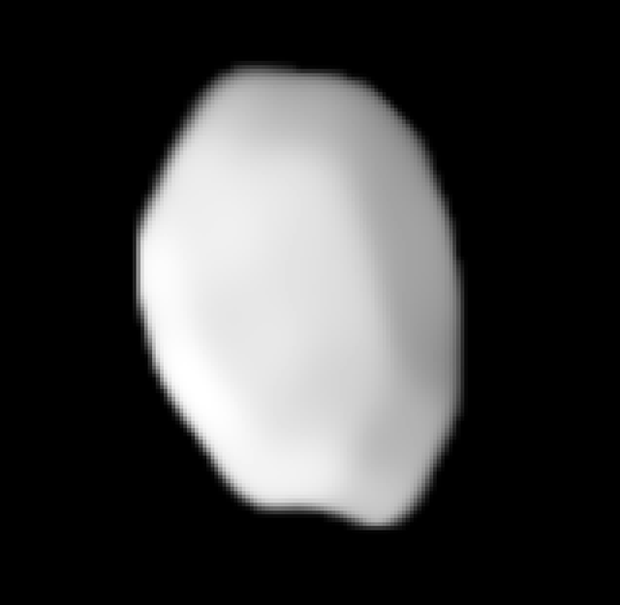
Aufnahme von (511) Davida durch das Very Large Telescope (VLT) am 6. September 2018

Die Auswertung von 58 vorliegenden Lichtkurven führte in einer Untersuchung von 2016 erneut zur Erstellung eines dreidimensionalen Gestaltmodells mit einer eindeutigen Rotationsachse mit prograder Rotation und einer Periode von 5,12937 h. Mit dem neuen Algorithmus All-Data Asteroid Modeling (ADAM) wurde dann 2017 ein Gestaltmodell erstellt, das alle verfügbaren photometrischen Daten in Verbindung mit hochaufgelösten Infrarot-Aufnahmen des Keck-II-Teleskops auf Hawaiʻi aus den Jahren 2001 bis 2007 gut reproduziert. Für die Rotationsachse wurde nun eine eindeutige und verbesserte Position mit prograder Rotation und eine Periode von 5,12936 h bestimmt, während für die Größe ein volumenäquivalenter Durchmesser von 311 ± 5 km abgeleitet wurde.
Bei einer Auswertung von 47 archivierten Beobachtungen des Astrometrie-Satelliten Hipparcos konnte in einer Untersuchung von 2019 für ein ellipsoidisches Gestaltmodell kein Ergebnis erzielt werden. Zusätzlich wurde die Berechnung aber auch für ein cellinoid-förmiges Gestaltmodell (ähnlich einem flachgedrückten Ei) durchgeführt. Hier wurde eine Rotationsachse mit prograder Rotation und eine Periode von 5,1296 h errechnet. Im Jahr 2021 wurde aus archivierten Daten und photometrischen Messungen von Gaia DR2 erneut eine Rotationsachse mit prograder Rotation berechnet. Die Rotationsperiode wurde dabei zu 5,12936 h bestimmt.
Zwischen 2012 und 2018 wurden mit der All-Sky Automated Survey for Supernovae (ASAS-SN) auch photometrische Daten von 20.000 Asteroiden aufgezeichnet. Auf mehr als 5000 davon konnte erfolgreich die Methode der konvexen Inversion angewendet werden, darunter auch (511) Davida, für die in einer Untersuchung von 2021 ein verbessertes dreidimensionales Gestaltmodell für zwei alternative Rotationsachsen mit prograder Rotation und einer Periode von 5,12937 h berechnet wurde.
Abschätzungen von Masse und Dichte für (511) Davida aufgrund von gravitativen Beeinflussungen auf Testkörper hatten bereits in einer Untersuchung von 2012 eine Masse von etwa 33,8·1018 kg ergeben, was mit einem angenommenen Durchmesser von etwa 298 km zu einer Dichte von 2,43 g/cm³ führte bei keiner Porosität. Diese Werte besitzen eine Unsicherheit im Bereich von ±32 %. Eine weitere Untersuchung von 2017 bestimmte die Masse des Asteroiden zu etwa 36,0·1018 kg mit einer Unsicherheit von ±6 %. Ein umfangreiches Programm der Europäischen Südsternwarte (ESO) zielte darauf ab, die 3D-Form und damit die Dichte von großen Hauptgürtel-Asteroiden zu ermitteln, um ihre Entstehung und Entwicklung besser zu belegen. Es wurden dazu mit dem adaptiven Optikinstrument SPHERE des Very Large Telescope (VLT) am Paranal-Observatorium in Chile hochauflösende Bilder von 42 großen (D > 100 km) Hauptgürtel-Asteroiden aufgenommen, darunter auch (511) Davida. Neben hochaufgelösten Bildern des Asteroiden konnten in der finalen Auswertung 2022 unter anderem folgende Daten erfasst werden:
- Mittlerer Durchmesser 298 ± 4 km
- Abmessungen in drei Achsen (359 × 293 × 253) km
- Masse 26,6·1018 kg
- Dichte 1,92 g/cm³
- Albedo 0,06
- Rotationsperiode 5,129365 h
- Position der Rotationsachse mit prograder Rotation